# Rebelión de Felipe de la Garza
La Rebelión de Felipe de la Garza fue un conflicto armado ocurrido en el contexto de las luchas entre republicanos e imperialistas durante la primera mitad del siglo XIX en el Primer Imperio Mexicano.

## Antecedentes
Apenas Iturbide era coronado, el Congreso recibía la exposición del general Felipe de la Garza, quien tenía el mando de tropas en Nuevo Santander (hoy Tamaulipas), en la que consideraba roto los Tratados de Córdoba y respaldaba la adopción de la forma republicana, aportando para su instauración sus fuerzas y 2.000 caballos. 
Felipe de la Garza concluyó en su carta: 

los enemigos interiores y exteriores se acercan siempre cautelosos, y la patria con sus más esforzados hijos está a riesgo de ser víctima del más pequeño descuido. Sálvela V.M. dando a la tiranía el golpe mortal y a la santa libertad un día de gloria y de satisfacción, que transmitirá a la más remota posteridad con alabanza y bendiciones al nombre glorioso de los padres de la patria. 

Entre los conspiradores se encontraba el ministro plenipotenciario de la Gran  Colombia, Miguel Santa María, quien se dedicó a hacer campaña a favor de los republicanos. Sabedor Iturbide por sus agentes de que se intentaba derrocarle, resolvió dar un golpe de Estado, exigió sus pasaportes a Santa María y aprehendió a diputados como José Joaquín de Herrera, Lombardo, Servando Teresa de Mier, Francisco Fagoaga, Juan de la Serna y Echarte, Pedro Tarrazo, Pablo Obregón, Tagle, Rafael Leandro Echenique, Juan Pablo Anaya, Iturribarría, Eustaquio Zebadúa, Anastasio Zerecero, Mayorga y otros más.

## Pronunciamiento y Rebelión
Luego de esto el Congreso exigió la liberación de los presos, y ante la negativa del gobierno, el diputado Valentín Gómez Farías propuso la disolución del mismo. El general Felipe de la Garza por su parte, al conocer estos hechos, se levantó en armas el 16 de septiembre de 1822 y exigió la pronta liberación de los mismos en una enérgica y apremiante exposición al emperador.

## Resignación de De la Garza
El general De la Garza luego de unos enfrentamientos tuvo que desistir de su empresa por no verse secundado por nadie y porque se había destacado, aunque con poca fuerza para batirlo al brigadier Zenón Fernández y el mando de la Huasteca al coronel Manuel Gómez Pedraza. Huyendo el 26 de septiembre a Monterrey. Donde sería perdonado por el emperador. 